# Partecipanti alla Boucles de la Mayenne 2024
Elenco dei partecipanti alla Boucles de la Mayenne 2024.
La Boucles de la Mayenne 2024 è stata la quarantanovesima edizione della corsa. Alla competizione presero parte ventuno squadre: otto con licenza UCI World Tour 2024, nove UCI ProTeam e quattro UCI Continental Team.
Partenza con 125 ciclisti accreditati.

## Corridori per squadra
Nota: R ritirato, NP non partito, FT fuori tempo, SQ squalificato
| Movistar Team          | Movistar Team          | Movistar Team          | Groupama-FDJ                    | Groupama-FDJ                    | Groupama-FDJ                    | Cofidis                 | Cofidis                 | Cofidis                 |
| ---------------------- | ---------------------- | ---------------------- | ------------------------------- | ------------------------------- | ------------------------------- | ----------------------- | ----------------------- | ----------------------- |
| N°                     | Ciclista               | Clas.                  | N°                              | Ciclista                        | Clas.                           | N°                      | Ciclista                | Clas.                   |
| 1                      | Rémi Cavagna           | 63°                    | 11                              | Paul Penhoët                    | 9°                              | 21                      | Axel Zingle             | 3°                      |
| 2                      | Carlos Canal           | 11°                    | 12                              | Thibaud Gruel                   | 66°                             | 22                      | Gorka Izagirre          | 86°                     |
| 3                      | Mathias Norsgaard      | 54°                    | 13                              | Marc Sarreau                    | 103°                            | 23                      | Nolann Mahoudo          | 35°                     |
| 4                      | Manlio Moro            | 87°                    | 14                              | Jens Verbrugghe                 | 111°                            | 24                      | Jonathan Lastra         | 22°                     |
| 5                      | Iván Romeo             | 44°                    | 15                              | Matthew Walls                   | 108°                            | 25                      | Anthony Perez           | 51°                     |
| 6                      | Sergio Samitier        | 34°                    | 16                              | Samuel Watson                   | 4°                              | 26                      | Alexis Renard           | 95°                     |
| UAE Team Emirates      | UAE Team Emirates      | UAE Team Emirates      | Decathlon AG2R La Mondiale Team | Decathlon AG2R La Mondiale Team | Decathlon AG2R La Mondiale Team | Arkéa-B&B Hotels        | Arkéa-B&B Hotels        | Arkéa-B&B Hotels        |
| N°                     | Ciclista               | Clas.                  | N°                              | Ciclista                        | Clas.                           | N°                      | Ciclista                | Clas.                   |
| 31                     | Marc Hirschi           | 6°                     | 41                              | Benoît Cosnefroy                | 2°                              | 51                      | Clément Venturini       | 18°                     |
| 32                     | Ivo Oliveira           | 38°                    | 42                              | Pierre Gautherat                | 79°                             | 52                      | Vincenzo Albanese       | 17°                     |
| 33                     | Filippo Baroncini      | 15°                    | 43                              | Dorian Godon                    | 7°                              | 53                      | Hubert Grygowski        | 94°                     |
| 34                     | Sjoerd Bax             | 49°                    | 44                              | Jordan Labrosse                 | 101°                            | 54                      | Thibault Guernalec      | 12°                     |
| 35                     | Álvaro Hodeg           | 107°                   | 45                              | Nans Peters                     | 14°                             | 55                      | Lucas Janssen           | R 2ª                    |
| 36                     | Michael Vink           | 106°                   | 46                              | Valentin Retailleau             | 62°                             | 56                      | Łukasz Owsian           | 55°                     |
| Team Jayco AlUla       | Team Jayco AlUla       | Team Jayco AlUla       | EF Education-EasyPost           | EF Education-EasyPost           | EF Education-EasyPost           | Lotto Dstny             | Lotto Dstny             | Lotto Dstny             |
| N°                     | Ciclista               | Clas.                  | N°                              | Ciclista                        | Clas.                           | N°                      | Ciclista                | Clas.                   |
| 61                     | Lucas Hamilton         | 33°                    | 71                              | Alberto Bettiol                 | 1°                              | 81                      | Victor Campenaerts      | 37°                     |
| 62                     | Anders Foldager        | 13°                    | 72                              | Stefan Bissegger                | 52°                             | 82                      | Thomas De Gendt         | 78°                     |
| 63                     | Jan Maas               | 48°                    | 73                              | Owain Doull                     | 50°                             | 83                      | Axel De Lie             | 110°                    |
| 64                     | Kelland O'Brien        | 8°                     | 74                              | Jack Rootkin-Gray               | R 3ª                            | 84                      | Milan Menten            | 82°                     |
| 65                     | Blake Quick            | 80°                    | 75                              | Jonas Rutsch                    | 56°                             | 85                      | Tars Poelvoorde         | 102°                    |
|                        |                        |                        | 76                              | Marijn van den Berg             | 10°                             | 86                      | Jonas Gregaard          | 24°                     |
| Tudor Pro Cycling Team | Tudor Pro Cycling Team | Tudor Pro Cycling Team | TotalEnergies                   | TotalEnergies                   | TotalEnergies                   | Q36.5 Pro Cycling Team  | Q36.5 Pro Cycling Team  | Q36.5 Pro Cycling Team  |
| N°                     | Ciclista               | Clas.                  | N°                              | Ciclista                        | Clas.                           | N°                      | Ciclista                | Clas.                   |
| 91                     | Tom Bohli              | 20°                    | 101                             | Émilien Jeannière               | 5°                              | 111                     | Giacomo Nizzolo         | 99°                     |
| 92                     | Aloïs Charrin          | 57°                    | 102                             | Thomas Bonnet                   | 65°                             | 112                     | Tobias Ludvigsson       | 61°                     |
| 93                     | Petr Kelemen           | NP 3ª                  | 103                             | Valentin Ferron                 | 53°                             | 113                     | Matteo Moschetti        | 81°                     |
| 94                     | Simon Pellaud          | 27°                    | 104                             | Lorrenzo Manzin                 | 88°                             | 114                     | Nicolò Parisini         | SQ 1ª                   |
| 95                     | Joël Suter             | R 1ª                   | 105                             | Paul Ourselin                   | 39°                             | 115                     | Joey Rosskopf           | 74°                     |
| 96                     | Roland Thalmann        | 29°                    | 106                             | Baptiste Vadic                  | 77°                             | 116                     | Szymon Sajnok           | 84°                     |
| Burgos-BH              | Burgos-BH              | Burgos-BH              | Team Polti Kometa               | Team Polti Kometa               | Team Polti Kometa               | Caja Rural-Seguros RGA  | Caja Rural-Seguros RGA  | Caja Rural-Seguros RGA  |
| N°                     | Ciclista               | Clas.                  | N°                              | Ciclista                        | Clas.                           | N°                      | Ciclista                | Clas.                   |
| 121                    | Clément Alleno         | 21°                    | 131                             | Erik Fetter                     | 76°                             | 141                     | Abel Balderstone        | 43°                     |
| 122                    | Jesús Ezquerra         | 83°                    | 132                             | Álex Martín                     | 45°                             | 142                     | Jokin Murguialday       | 73°                     |
| 123                    | Aaron Gate             | R 3ª                   | 133                             | David Martín                    | R 2ª                            | 143                     | Jaume Guardeño          | 36°                     |
| 124                    | Sebastián Mora         | 68°                    | 134                             | Manuel Peñalver                 | 89°                             | 144                     | Mulu Hailemichael       | 31°                     |
| 125                    | Óscar Pelegrí          | 105°                   | 135                             | Javier Serrano                  | 32°                             | 145                     | Eduard Prades           | 26°                     |
| 126                    | Karel Vacek            | 72°                    | 136                             | Diego Sevilla                   | 25°                             | 146                     | Gorka Sorarrain         | 47°                     |
| Bingoal WB             | Bingoal WB             | Bingoal WB             | Euskaltel-Euskadi               | Euskaltel-Euskadi               | Euskaltel-Euskadi               | St Michel-Mavic-Auber93 | St Michel-Mavic-Auber93 | St Michel-Mavic-Auber93 |
| N°                     | Ciclista               | Clas.                  | N°                              | Ciclista                        | Clas.                           | N°                      | Ciclista                | Clas.                   |
| 151                    | Luca De Meester        | 75°                    | 161                             | Jon Aberasturi                  | 85°                             | 171                     | Alexandre Delettre      | 16°                     |
| 152                    | Cériel Desal           | R 3ª                   | 162                             | Iker Bonillo                    | 90°                             | 172                     | Lucas Beneteau          | 69°                     |
| 153                    | Dimitri Peyskens       | 28°                    | 163                             | Xavier Cañellas                 | 40°                             | 173                     | Romain Cardis           | 91°                     |
| 154                    | Alexander Salby        | 93°                    | 164                             | Iker Mintegi                    | 30°                             | 174                     | Théo Delacroix          | R 2ª                    |
| 155                    | Thibaut Bernard        | R 2ª                   | 165                             | Andoni López de Abetxuko        | 92°                             | 175                     | Jérémy Lecroq           | NP 2ª                   |
| 156                    | Kenneth Van Rooy       | 42°                    | 166                             | Unai Zubeldia                   | R 3ª                            | 176                     | Joris Delbove           | 23°                     |
| Van Rysel-Roubaix      | Van Rysel-Roubaix      | Van Rysel-Roubaix      | Nice Métropole Côte d'Azur      | Nice Métropole Côte d'Azur      | Nice Métropole Côte d'Azur      | CIC U Nantes Atlantique | CIC U Nantes Atlantique | CIC U Nantes Atlantique |
| N°                     | Ciclista               | Clas.                  | N°                              | Ciclista                        | Clas.                           | N°                      | Ciclista                | Clas.                   |
| 181                    | Thomas Boudat          | 100°                   | 191                             | Jean-Louis Le Ny                | NP 2ª                           | 201                     | Enzo Boulet             | 98°                     |
| 182                    | Rémi Capron            | 41°                    | 192                             | Jonathan Couanon                | 46°                             | 202                     | Matisse Julien          | R 2ª                    |
| 183                    | Célestin Guillon       | 19°                    | 193                             | Melvin Crommelinck              | 96°                             | 203                     | Artus Jaladeau          | 58°                     |
| 184                    | Jérémy Leveau          | 67°                    | 194                             | Paul Hennequin                  | 104°                            | 204                     | Maël Guégan             | 64°                     |
| 185                    | Emmanuel Morin         | 60°                    | 195                             | Alexander Konijn                | 71°                             | 205                     | Antoine Hue             | 109°                    |
| 186                    | Valentin Tabellion     | 59°                    | 196                             | Andrea Mifsud                   | 97°                             | 206                     | Robin Plamondon         | 70°                     |